# .gq
.gq is het achtervoegsel van domeinnamen uit Equatoriaal-Guinea. De officiële registrator van het domein lijkt sinds november 2006 passief te zijn. Weinig gebruikte domeinextensie.